# Giau-hágó
A Giau-hágó (olaszul: Passo di Giau, buchensteini ladin nyelven Jou de Giau, ampezzói ladin nyelven El Jou), egy 2236 m magas alpesi hágó az olasz Dolomitok délkeleti részén, az Ampezzói-Dolomitokban, Belluno megyében, Veneto régióban, Selva di Cadore és San Vito di Cadore községek határvonalán, az egykori Habsburg Birodalom és a Velencei Köztársaság történelmi államhatárán.

## Fekvése
A Giau-hágó az SP 638-as számú megyei főúton fekszik, amely a Boite-völgyben fekvő Cortina d’Ampezzo várost köti össze a Fiorentina-völgyben fekvő Colle Santa Lucia és Selva di Cadore községekkel, ill ezeken keresztül a nyugatabbra fekvő Buchenstein-völggyel. A Giau-hágó útja a nagy forgalmú Falzarego-hágó főútjának egyik alternatívája, Cortina és a Buchenstein-völgy között.
Cortina d’Ampezzóból nyugat felé kihajtva először a SS 48. sz. országos főúton (Strada statale 48 delle Dolomiti) a Tofanák déli lábánál haladva, enyhe emelkedőn Pocol községig kell autózni. Ide eljuthatunk nyugat felől is, szintén az SS 48-as főutat követve, a Buchenstein-völgyből (olaszul: Livinallongo) a 2105 m magas Falzarego-hágón keresztül. Pocol közelében az SS 48-as útból dél felé kiágazik a Giau-hágóra (északról) felvezető SP 638-as szerpentin út. amelynek majdnem egész szakasza sűrű erdőkön át vezet. Legfelső szakaszán nyitottabb a terep, jobbra (északnyugat felé) a Tofanák előterében a Cinque Torri öt sziklatornya és a Nuvolau hegycsoport látszik, balra (kelet felé) a Croda da Lago sziklás gerince, illetve annak legnyugatibb csúcsai, a Lastoni di Formin (2657 m) zárják a láthatárt.
Az SS 638-as útnak a Giau-hágóra délről, Colle Santa Lucia felől felvezető kanyargós szakasza sokkal meredekebb, mint az északi. Kiinduló pontjában, Caprile községnél több út fut össze: észak-déli irányban itt halad el a Cordevole-völgyben haladó, Alleghe városát és a Buchenstein-völgyet összekötő SR 203-as regionális főút, és nyugatról, a Fedaia-hágó felől jövő SP 641-es megyei út. Innen két szerpentin út visz fel: az SP 638-as az 1453 m magasan fekvő Colle Santa Lucia hegyi községen át a hágó felé, a másik, a vele párhuzamos SP 20-as út az 1335 tszf m magasságban fekvő Selva di Cadore községbe visz, itt keletről becsatlakozik az SP 251-es út, amely a Staulanza-hágón át a Monte Pelmo és a Civetta alatt a Zoldo-völgybe (onnan a Piave völgyébe) vezet.
A Selva di Cadore és Colle Santa Lucia felől a Giau-hágóra felvezető déli szerpentinút nyitott terepen halad, ezért látványosabb, mint az erdőkön át felvezető északi út. Alig 10 km hosszú szakaszon több, mint 920 m-nyi magasságkülönbséget kell leküzdeni. Az utat északnyugaton a 2406 m magas Monte Poré (vagy Pore) „fűhegy” széles tömbje, délkeleten a 2664 m magas Monte Cernera sziklái kísérik az utat. Az átlagos emelkedés 9,4%, a legmeredekebb szakaszon eléri a 14%-ot is. A meredek szerpentinúton tilos az utánfutóval való közlekedés. A hágó útját decembertől áprilisig zárva tartják, de kedvező időjárás esetén télen is megnyitják a forgalom előtt.
Maga a hágó egy szélesen elterülő alpesi legelő (olaszul: alpeggio, németül: Alpe) közepén fekszik, a 2574 m magas Nuvolau hegycsoport déli végénél, a 2647 m magas Averau tuskó formájú tömbjének lábánál. Közvetlenül a hágó fölé a csoport legdélibb csúcsa, a 2575 m Gusela (más neveken Ra Gusela vagy Gusela del Nuvolau) sziklatűje magasodik. A hágó tetejéről a Dolomitok egyik legszebb körkilátása nyílik (Marmolada, a Tofanák, Cristallo, Sorapiss, Croda da Lago, Lastoni di Formin, Cadini di Misurina stb.)

## Történelme
A Habsburg Birodalom és a Velencei Köztársaság határvonala hosszú időn át a Giau-hágón át húzódott, ennek emléke az út környékén fellelhető számos határkő, kőkereszt, kétfejű sasos ill. oroszlános kőoszlop. 1753-ban a határ több, könnyen átjárható hegyi szakaszát kőből épített, mintegy másfél méter magas és több km hosszú védőfallal zárták le, a csempészet akadályozására. Ez volt a Giau-fal (Muraglia di Giau), amelynek maradványa ma is látható, a hágóból gyalogtúrával elérhető. (A régi államhatár ma San Vito di Cadore és Selva di Cadore községek közigazgatási területének határát képezi (mindkettő Belluno megyében, Veneto régióban fekszik).
Az első világháború idején magában a Giau-hágóban nem folytak harcok. Az osztrák–magyar védelmet innen mintegy 3 km-re északra, a Falzarego-hágó, a Lagazuoi és a Tofanák hegyi erődvonalára támaszkodva építették ki. A délről támadó olasz hadsereg vezérkarának harcálláspontját a Nuvolau hegycsoportban, a Cinque Torri menedékházban rendezték be. 1915–17 között innen irányították a frontszakasz hadműveleteit és az olasz nehéztüzérség munkáját. Az osztrák–magyar nehéztüzérség ellencsapásainak nyomai máig láthatók a Nuvolau hegycsoportban. A tűztől védett hegyoldalon fekvő Giau-hágó fontos utánpótlási útvonalként szolgált

## Játékfilmes helyszín
A hágó környékén forgatták a Sólyomasszony (Ladyhawke) c. 1986-os amerikai játékfilm néhány jelenetét (rendező Richard Donner, főszereplők Rutger Hauer, Michelle Pfeiffer, Matthew Broderick).

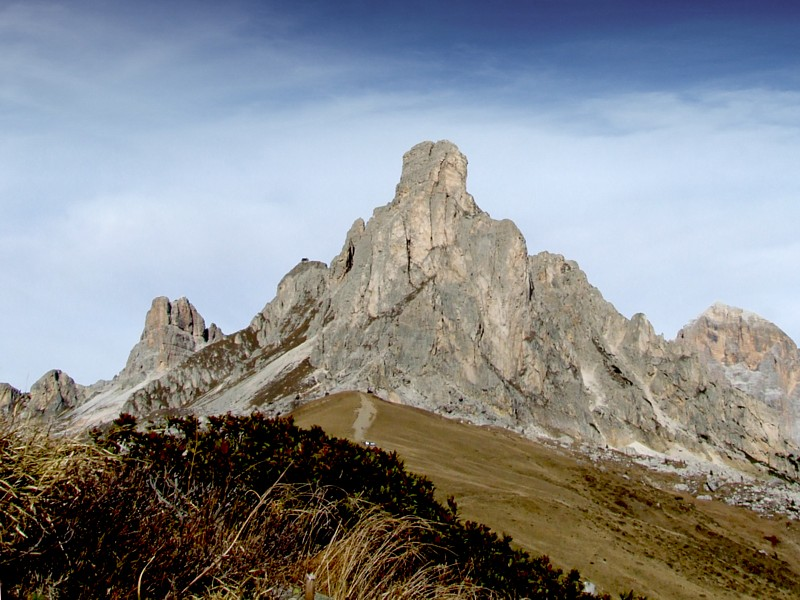
A hágót uraló Ra Gusela. Balra a Nuvolau és Averau
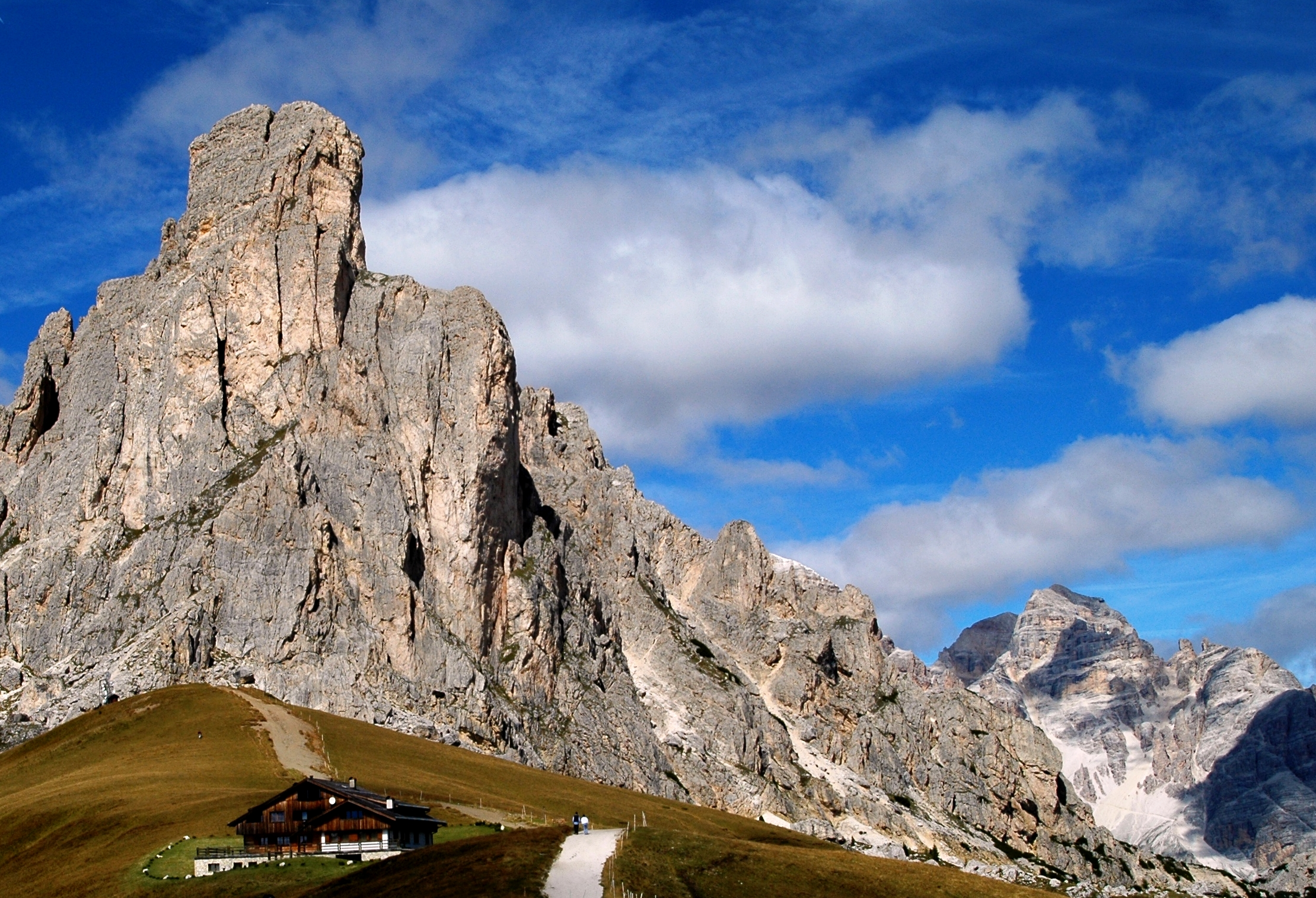
Kilátás észak felé: Monte Gusela, háttérben a Tofanák
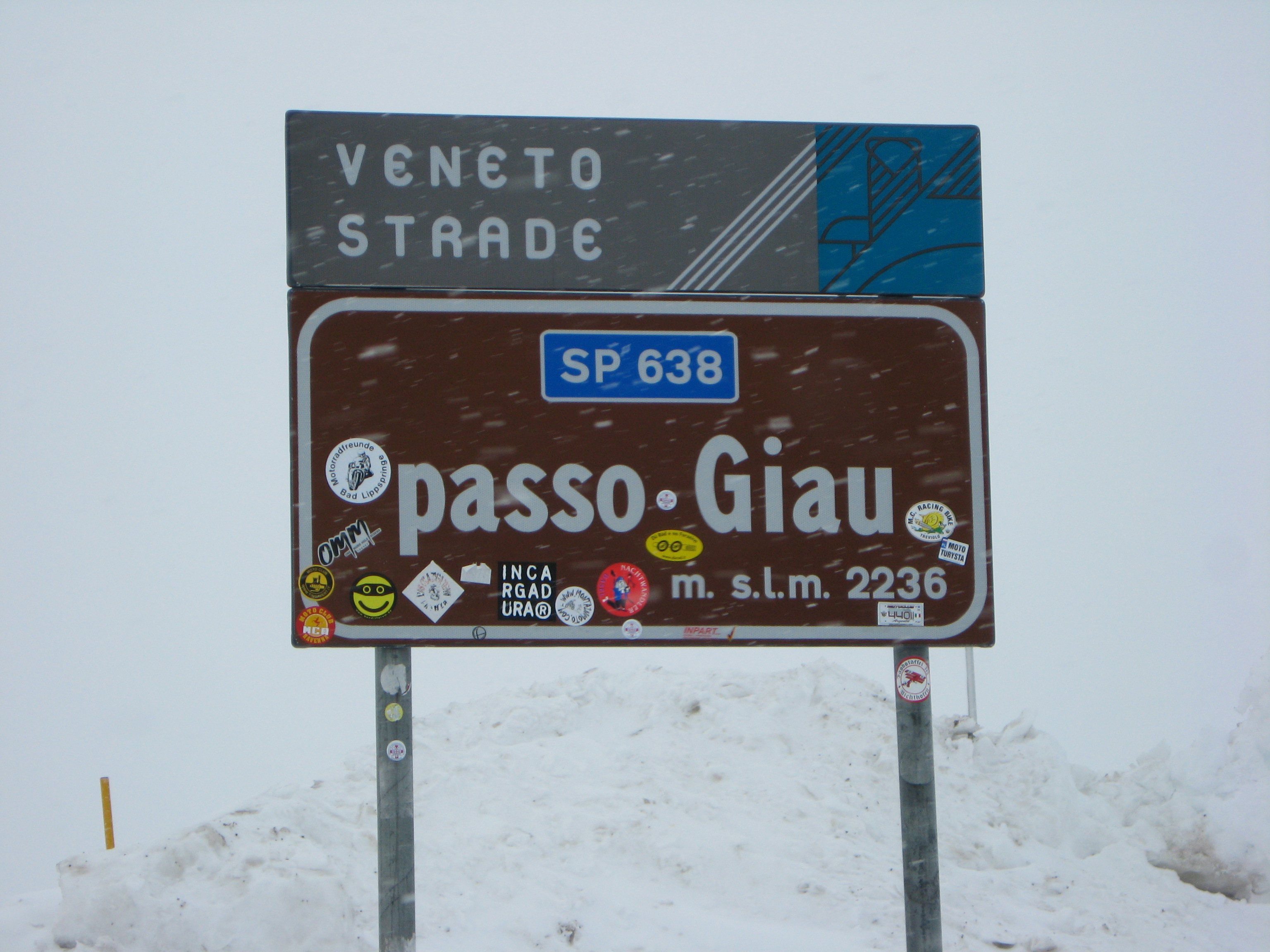
Útjelző tábla a Giau-hágó tetején
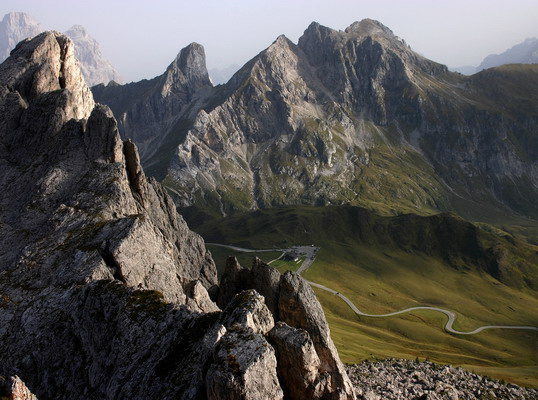
A hágó látképe a Nuvolau csúcsról

## Alpinizmus, sport
A Giau-hágón halad át a Giro d’Italia kerékpáros országúti verseny egyik legnehezebb és leglátványosabb szakasza, a Colle Santa Lucia felől felvezető meredek emelkedőn 10,1 km hosszú úton 9,1%-os átlagos meredekséget kell legyőzni. Az ellenoldalon, az Ampezzó-völgyi szakaszon rövidebb úton, 8,6 km-en „csak” 8,3%-os átlagos lejtéssel kell megküzdeni a versenyzőknek.
1965-ben a Giro d’Italia szervezői megalapították a „Cima Coppi” intézményét, az 1960-ban elhunyt Fausto Coppi kerékpárbajnok emlékére. Így nevezik minden év aktuális Giro útvonalán a legmagasabb leküzdendő pontot, amelynek eléréséért külön verseny zajlik a résztvevők között. A Giau-hágó eddig (2014-ig) kétszer volt kinevezve „Cima Coppi”-nak, az 1973-as versenyen a spanyol José Manuel Fuente, a 2011-es versenyen az olasz Stefano Garzelli haladt át rajta elsőnek.
Az évente megrendezett Maratona delle Dolomiti (ladin nyelven Maratona dles Dolomites) hegyi kerékpárverseny útvonala áthalad a Giau-hágón.
A Giau-hágó környéke a Dolomiti Superski sípályarendszer Cortina d’Ampezzó-i zónájához tartozik, bár magából a hágóból csak egy sílift visz az Averau-hasadékhoz (Forcella Averau), ahonnan egy pályán vissza lehet térni Giau-hágóba, egy másikon át lehet jutni a Cinque Torri lábához (innen egy másik lift visszahoz az Averau-hasadékhoz). A legközelebbi „nagyobb” síterepek Cortina d’Ampezzo és Alleghe (a Civetta-zóna).